# Радоня (Лодзинське воєводство)
Радоня (пол. Radonia) — село в Польщі, у гміні Мнішкув Опочинського повіту Лодзинського воєводства.
Населення — 272 особи (2011).
У 1975-1998 роках село належало до Пйотрковського воєводства.

## Демографія
Демографічна структура станом на 31 березня 2011 року:
|          | Загалом | Допрацездатний вік | Працездатний вік | Постпрацездатний вік |
| -------- | ------- | ------------------ | ---------------- | -------------------- |
| Чоловіки | 140     | 30                 | 98               | 12                   |
| Жінки    | 132     | 27                 | 80               | 25                   |
| Разом    | 272     | 57                 | 178              | 37                   |